# Hiszpania na Mistrzostwach Świata w Lekkoatletyce 2013
Hiszpania na Mistrzostwach Świata w Lekkoatletyce 2013 – reprezentacja Hiszpanii podczas czempionatu w Moskwie liczyła 40 zawodników.

## Występy reprezentantów Hiszpanii

### Mężczyźni

#### Konkurencje biegowe
| Konkurencja                   | Zawodnik                                                                       | Runda 1      | Runda 1 | Półfinał | Półfinał | Finał        | Finał   |
| Konkurencja                   | Zawodnik                                                                       | Rezultat     | Pozycja | Rezultat | Pozycja  | Rezultat     | Pozycja |
| ----------------------------- | ------------------------------------------------------------------------------ | ------------ | ------- | -------- | -------- | ------------ | ------- |
| Bieg na 100 m                 | Ángel David Rodríguez                                                          | 10,23        | 25.     | NQ       | NQ       | NQ           | NQ      |
| Bieg na 200 m                 | Sergio Ruiz                                                                    | 20,88        | 30.     | NQ       | NQ       | NQ           | NQ      |
| Bieg na 200 m                 | Bruno Hortelano                                                                | 20,47 (NR)   | 9. Q    | 20,55    | 16.      | NQ           | NQ      |
| Bieg na 800 m                 | Kevin López                                                                    | 1:46,61      | 13. q   | 1:52,93  | 22.      | NQ           | NQ      |
| Bieg na 800 m                 | Luis Alberto Marco                                                             | 1:46,40      | 11. q   | 1:46,75  | 18.      | NQ           | NQ      |
| Bieg na 1500 m                | David Bustos                                                                   | 3:41,69      | 30.     | NQ       | NQ       | NQ           | NQ      |
| Bieg na 5000 m                | Sergio Sánchez                                                                 | 13:52,05     | 26.     | —        | —        | NQ           | NQ      |
| Bieg na 5000 m                | Alemayehu Bezabeh                                                              | 13:34,68     | 21.     | —        | —        | NQ           | NQ      |
| Maraton                       | Ayad Lamdassem                                                                 | —            | —       | —        | —        | DNF          | DNF     |
| Maraton                       | Javier Guerra                                                                  | —            | —       | —        | —        | 2:14:33      | 15.     |
| Bieg na 3000 m z przeszkodami | Sebastián Martos                                                               | 8:32,63      | 25.     | —        | —        | NQ           | NQ      |
| Bieg na 3000 m z przeszkodami | Ángel Mullera                                                                  | 8:19,26 (SB) | 4. q    | —        | —        | 8:20,93      | 11.     |
| Bieg na 3000 m z przeszkodami | Roberto Alaiz                                                                  | 8:33,32      | 26.     | —        | —        | NQ           | NQ      |
| Sztafeta 4 × 100 m mężczyzn   | Eduard Viles Sergio Ruiz Bruno Hortelano Ángel David Rodríguez Eusebio Cáceres | 38,46 (NR)   | 9.      | —        | —        | NQ           | NQ      |
| Sztafeta 4 × 400 m mężczyzn   | Roberto Briones Samuel García Mark Ujakpor Pau Fradera Bruno Hortelano         | 3:04,07 (SB) | 16.     | —        | —        | NQ           | NQ      |
| Chód na 20 km                 | Miguel Ángel López                                                             | —            | —       | —        | —        | 1:21:21 (SB) | brąz    |
| Chód na 20 km                 | Francisco Arcilla                                                              | —            | —       | —        | —        | 1:29:38      | 44.     |
| Chód na 20 km                 | Álvaro Martin                                                                  | —            | —       | —        | —        | 1:25:12      | 24.     |
| Chód na 50 km                 | Jesús Ángel García                                                             | —            | —       | —        | —        | 3:46:44 (SB) | 12.     |
| Chód na 50 km                 | Claudio Villanueva                                                             | —            | —       | —        | —        | 3:50:29 (PB) | 18.     |
| Chód na 50 km                 | José Ignacio Díaz                                                              | —            | —       | —        | —        | 3:58:26      | 34.     |

#### Konkurencje techniczne
| Konkurencja    | Zawodnik          | Eliminacje | Eliminacje | Finał    | Finał   |
| Konkurencja    | Zawodnik          | Rezultat   | Pozycja    | Rezultat | Pozycja |
| -------------- | ----------------- | ---------- | ---------- | -------- | ------- |
| Skok o tyczce  | Igor Bychkov      | NM         | NM         | NQ       | NQ      |
| Skok w dal     | Eusebio Cáceres   | 8,25       | 1. Q       | 8,26     | 4.      |
| Pchnięcie kula | Borja Vivas       | 18,97      | 23.        | NQ       | NQ      |
| Rzut dyskiem   | Frank Casañas     | 63,17      | 8. q       | 62,89    | 9.      |
| Rzut dyskiem   | Mario Pestano     | 62,80      | 10. q      | 61,88    | 12.     |
| Rzut młotem    | Javier Cienfuegos | 70,79      | 25.        | NQ       | NQ      |

### Kobiety

#### Konkurencje biegowe
| Konkurencja                   | Zawodnik            | Runda 1      | Runda 1 | Półfinał | Półfinał | Finał        | Finał   |
| Konkurencja                   | Zawodnik            | Rezultat     | Pozycja | Rezultat | Pozycja  | Rezultat     | Pozycja |
| ----------------------------- | ------------------- | ------------ | ------- | -------- | -------- | ------------ | ------- |
| Bieg na 400 m                 | Aauri Lorena Bokesa | 52,44        | 25. Q   | 51,94    | 17.      | NQ           | NQ      |
| Bieg na 1500 m                | Natalia Rodríguez   | 4:08,44      | 15. Q   | 4:09,18  | 20.      | NQ           | NQ      |
| Bieg na 5000 m                | Dolores Checa       | 15:43,73     | 12. q   | —        | —        | 15:30,42     | 10.     |
| Maraton                       | Alessandra Aguilar  | —            | —       | —        | —        | 2:32:38      | 5.      |
| Bieg na 3000 m z przeszkodami | Diana Martín        | 9:39,22 (SB) | 12. Q   | —        | —        | 9:38,30 (SB) | 11.     |
| Chód na 20 km                 | Julia Takacs        | —            | —       | —        | —        | 1:29:25      | 9.      |
| Chód na 20 km                 | Lorena Luaces       | —            | —       | —        | —        | 1:31:43 (SB) | 18.     |
| Chód na 20 km                 | Beatriz Pascual     | —            | —       | —        | —        | 1:29:00 (SB) | 6.      |

#### Konkurencje techniczne
| Konkurencja    | Zawodnik    | Eliminacje | Eliminacje | Finał    | Finał   |
| Konkurencja    | Zawodnik    | Rezultat   | Pozycja    | Rezultat | Pozycja |
| -------------- | ----------- | ---------- | ---------- | -------- | ------- |
| Skok wzwyż     | Ruth Beitia | 1,92       | 1. q       | 1,97     | brąz    |
| Pchnięcie kulą | Úrsula Ruiz | 17,14      | 23.        | NQ       | NQ      |